# Densu
Densu (engelska: Densu River) är ett vattendrag i Ghana.   Det ligger i regionen Storaccra, i den södra delen av landet, 17 km väster om huvudstaden Accra.